# Andrei Blejdea
Andrei Cristian Blejdea (sinh ngày 22 tháng 6 năm 1996) là một cầu thủ bóng đá người România thi đấu ở vị trí tiền đạo cho câu lạc bộ Liga II Academica Clinceni.